# Uncitermes teevani
Uncitermes teevani  (лат.) — вид термитов из подсемейства Syntermitinae.

## Распространение
Неотропика: Боливия, Бразилия, Гайана, Эквадор.

## Описание
Мелкие термиты, длина солдат менее 1 см. Отличаются от Uncitermes almeriae редкими мелкими щетинками на голове (у близкого вида голова полностью ими покрыта), а также крючковидными мандибулами и зубчиками на боковых краях пронотума, мезонотума и метанотума гладкие. Головная капсула округлая, гладкая, без пунктур или выступов.
Голова мономорфных солдат отличается длинным носом-трубочкой (фонтанеллой), который служит для распыления химического веществ, отпугивающих врагов (муравьи и другие хищники). Передние тазики без выступов-зубцов (у сходного рода Rhynchotermes они с разнообразными выступами). Жвалы солдат развиты, функционирующие, симметричные (у сходного рода Silvestritermes жвалы слегка асимметричные). Лабрум шире своей длины. Формула шпор голеней рабочих и солдат: 2-2-2. Усики рабочих и солдат — 15-члениковые. Биология малоизучена,  обнаружены в гнилой древесине, почве, подстилочном слое тропических лесов.
При исследовании термитов в Эквадоре в 2013 году из Uncitermes teevani был выделен новый род и вид микроспоридий Multilamina teevani (Microsporidia). Заражённые патогенным микроорганизмом солдаты и рабочие приобретали молочно-белый цвет брюшка (в норме они буровато-чёрные).

## Систематика
Вид был впервые описан в 1925 году под названием Armitermes teevani Emerson, 1925. В 2012 году стал типом для нового рода Uncitermes.